# 유광 (덕애후)
유광(劉廣, ? ~ 기원전 185년)은 전한 초기의 제후로, 고제의 형 대경왕의 아들이자 오왕 유비의 동생이다. 개국공신 서열 127위로 덕후(德侯)에 봉해졌다.

## 생애
고제 12년(기원전 196년), 덕후에 봉해졌다.
고후 3년(기원전 185년)에 죽으니 시호를 애(哀)라 하였고, 아들 유통이 작위를 이었다.
경제 때 유비가 오초칠국의 난을 일으켰다. 이를 진압한 경제는 유광의 아들을 오왕에 봉하여 가문을 잇게 하려 하였으나 두태후의 반대로 무산되었고, 결국 오나라는 강도나라로 개편되어 경제의 아들 강도역왕이 책봉되었다.

## 출전
- 사마천, 《사기》
  - 권18 고조공신후자연표
  - 권50 초원왕세가
- 반고, 《한서》
  - 권15상 왕자후표 上

| 선대 (첫 봉건) | 전한의 덕후 기원전 196년 11월 경진일 ~ 기원전 185년 | 후대 아들 덕경후 유통 |